# Municipio de Taylor (condado de Sullivan)
El municipio de Taylor (en inglés: Taylor Township) es un municipio ubicado en el condado de Sullivan en el estado estadounidense de Misuri. En el año 2010 tenía una población de 98 habitantes y una densidad poblacional de 1,04 personas por km².

## Geografía
El municipio de Taylor se encuentra ubicado en las coordenadas 40°3′58″N 93°18′2″O / 40.06611, -93.30056. Según la Oficina del Censo de los Estados Unidos, el municipio tiene una superficie total de 93.84 km², de la cual 93,28 km² corresponden a tierra firme y (0,6 %) 0,56 km² es agua.

## Demografía
Según el censo de 2010, había 98 personas residiendo en el municipio de Taylor. La densidad de población era de 1,04 hab./km². De los 98 habitantes, el municipio de Taylor estaba compuesto por el 94,9 % blancos, el 5,1 % eran afroamericanos. Del total de la población el 1,02 % eran hispanos o latinos de cualquier raza.